# Xénia Krizsán
Xénia Krizsán (* 13. Januar 1993 in Budapest) ist eine ungarische Leichtathletin, die sich auf den Siebenkampf spezialisiert hat und in dieser Disziplin aktuell Inhaberin des Landesrekordes ist.

## Sportliche Laufbahn
Kriszán nahm 2009 erstmals an einem internationalen Großereignis, den Jugendweltmeisterschaften in Brixen, bei denen sie Vierte wurde, teil. 2010 belegte sie bei den Juniorenweltmeisterschaften den siebten Platz, wie auch bei den Junioreneuropameisterschaften 2011. 2012 gewann sie bei den Juniorenweltmeisterschaften in Barcelona die Silbermedaille mit neuer persönlicher Bestleistung von 5957 Punkten. 2013 wurde sie bei den U23-Europameisterschaften 2013 in Tampere erneut Siebte. 2014 nahm sie erstmals an den Europameisterschaften teil, die sie auf dem zehnten Platz beendete. 2015 feierte sie ihren bisher größten Erfolg bei den U23-Europameisterschaften 2015 in Tallinn, indem sie sich die Goldmedaille mit 6303 Punkten sicherte. Bei den Weltmeisterschaften in Peking verbesserte sie ihre Bestleistung um wenige Punkte und schloss den Siebenkampf auf dem neunten Platz ab. Bei den Europameisterschaften im Juli 2016 in Amsterdam verpasste sie als Vierte nur knapp eine weitere Medaille. Mit dieser Leistung qualifizierte sie sich auch für die Olympischen Spiele 2016 in Rio, wo sie den 16. Platz belegte.
2017 belegte Kriszán bei den Halleneuropameisterschaften in Belgrad im Fünfkampf mit persönlicher Bestleistung von 4631 Punkten den vierten Platz. Beim Mehrkampf-Meeting in Götzis verbesserte sie ihre Bestleistung im Siebenkampf auf 6390 Punkte und qualifizierte sich damit für die Weltmeisterschaften in London, wo sie mit 6356 Punkten auf den neunten Rang kam. 2018 erreichte Kriszán mit 4559 Punkten bei den Hallenweltmeisterschaften in Birmingham den sechsten Platz und wurde bei den Europameisterschaften in Berlin mit 6367 Punkten Siebte. Im Jahre 2019 kam sie bei den Halleneuropameisterschaften in Glasgow mit 4608 Punkten auf den sechsten Platz. In der Freiluftsaison verbesserte Krizsán ihre Persönliche Bestleistung in Götzis auf 6469 Punkte, womit sie den dritten Rang belegte. Beim Décastar in Talence steigerte sie sich weiter auf 6619 Punkte, was nicht nur der zweite Platz war, sondern auch Landesrekord.
2021 verbesserte sich Kriszán bei den Halleneuropameisterschaften in Toruń auf 4644 Punkte und gewann damit Bronze hinter den Belgierinnen Nafissatou Thiam und Noor Vidts. Beim Mehrkampf-Meeting Götzis Ende Mai siegte sie mit Weltjahres- und persönlicher Bestleistung von 6.651 Punkten, die auch einen Landesrekord darstellten. Im August startete sie dann erneut bei den Olympischen Spielen in Tokio und wurde dort mit 6295 Punkten 13. Im Jahr darauf musste sie ihren Wettkampf bei den Weltmeisterschaften in Eugene vorzeitig beenden und belegte anschließend bei den Europameisterschaften in München mit 6372 Punkten den fünften Platz. 2023 wurde sie bei den Halleneuropameisterschaften in Istanbul mit 4493 Punkten ebenfalls Fünfte und gelangte im August bei den Heimweltmeisterschaften in Budapest mit 6479 Punkten den vierten Platz. Im Jahr darauf belegte sie bei den Europameisterschaften in Rom mit 6218 Punkten den achten Platz. Anschließend wurde sie bei den Olympischen Sommerspielen in Paris mit 6386 Punkten Siebte. 2025 gelangte sie bei den Hallenweltmeisterschaften in Nanjing mit 4414 Punkten auf Rang acht im Fünfkampf.
2012, 2013 und 2020 wurde Krizsán ungarische Meisterin im Siebenkampf und 2011 und 2012 siegte sie im Weitsprung. 2013 und 2015 siegte sie im 100-Meter-Hürdenlauf und 2010 und 2011 in der 4-mal-400-Meter-Staffel. In der Halle siegte sie 2014 und von 2017 bis 2019 sowie 2021 und 2023 im Fünfkampf sowie 2014 im 60-Meter-Hürdenlauf.

## Persönliche Bestleistungen
(Stand: 30. Mai 2021)

Halle
- 60 m Hürden: 8,27 s, 5. März 2021 in Toruń
- Weitsprung: 6,21 m, 14. Februar 2021 in Budapest
- Fünfkampf: 4644 Punkte, 5. März 2021 in Toruń

Freiluft
- 100 m Hürden: 13,31 s (+0,1 m/s), 29. Mai 2021 in Götzis
- Weitsprung: 6,41 m (+1,1 m/s), 30. Mai 2021 in Götzis
- Siebenkampf: 6651 Punkte, 30. Mai 2021 in Götzis